# 秋田昌美
秋田 昌美（あきた まさみ、1956年12月19日 - ）は、日本のノイズミュージック音楽家・著作家・活動家、作家、活動家。東京都生まれ。玉川大学文学部芸術学科卒業。

## 略歴
1979年からMerzbow（メルツバウ）名義で音楽活動を続けている。「Merzbow」という名前はドイツ人芸術家のクルト・シュヴィッタースによる建築作品である"Merzbau"というドイツ語から来ている。これはダダイスムやジャンクアートに多大な影響を受けたという秋田本人の趣向を反映したものである。
灰野敬二、非常階段らとともに、日本のノイズミュージック（ジャパノイズ）の草分けといえる存在である。音楽的な特徴としては、灰野や非常階段が即興性の高いバンドサウンドとしての肉感的なノイズであるのに対し、Merzbowはシンセサイザーや機械、電子音・無機音によるインダストリアルで冷たい質感のノイズを志向している。きわめて多作であり、1979年から現在までに300枚以上のCDをリリースしている。ライブや他ミュージシャンとの競演も旺盛に行っている。
2000年には、オーストラリアのノイズ・レーベルよりCD50枚組が発売されるなど、その暴力的なノイズサウンドは欧米でも高く評価され、常に注目を集めている。ソニック・ユースのサーストン・ムーアをはじめとする海外の多数のアーティストからも厚いリスペクト・支持を集め、中でもムーアは飼い犬にMerzboeと名付けていた。その一方で、主に逸脱したセクシャリズム（BDSM他）などのいわゆる「スカム・カルチャー」についての著書も多数刊行している。

## 私生活
肉や自らが飼わない鶏の卵、乳製品を一切食べず、革製品も身につけないヴィーガンとしても知られている。酒やタバコを摂取しない厳格なストレート・エッジでもある。また愛鳥家でもあり、自宅で多くの鳥を飼い、作品名にも『バリケン』とつける一方、作品のインサートにケンタッキー・フライドチキンを批判する内容のチラシを入れるといった面もある。動物の権利を保護する活動（PETAなど）にも積極的で、捕鯨、イルカ漁に反対を表明している。

## 著書
- 『倒錯のアナグラム―周縁的ポルノグラフィーの劇場』青弓社 (1988/11)
- 『異形のマニエリスム―「邪」の民俗』青弓社 (1989/06)
- 『フェティッシュ・ファッション―変貌するエロスと快楽身体』ISBN 4787210106 青弓社 (1990/06)
- 『セックス・シンボルの誕生』青弓社 (1991/11)
- 『ノイズ・ウォー―ノイズ・ミュージックとその展開』  ISBN 4787270354 青弓社(1992/12)
- 『快楽身体の未来形―TERMINAL BODY PLAY』 ISBN 4787210181 青弓社 (1993/06)
- 『ボディ・エキゾチカ』 ISBN 4891762888  水声社 (1993/08)
- 『スカム・カルチャー』水声社 (1994/08)
- 『性の猟奇モダン―日本変態研究往来』ISBN 4787230875 青弓社 (1994/09)
- 『裸体の帝国』 ISBN 4891763124 水声社 (1995/06)
- 『日本緊縛写真史 1』 ISBN 4426738008 自由国民社 (1996/06)
- 『アナル・バロック』 ISBN 4787231340 青弓社 (1997/04)
- 『ヴィンテージ・エロチカ』 ISBN 4787231499 青弓社 (1998/02)
- 『女陰考―性学古典より』 ISBN 4756711316 桜桃書房 (1999/10)
- 『ストレンジ・ヌード・カルト―不思議の裸体天国』ISBN 4891763132 水声社(1999/11)
- 『ラブ・ポジション』ISBN 4756711413 桜桃書房 (2000/11)
- 『わたしの菜食生活』ISBN 4872339797 太田出版(2005/12)

## ディスコグラフィー
- 抜刀隊 With Memorial Gadgets (1986)
- Ecobondage (1987)
- Cloud Cock 00 Grand (1990)
- Rainbow Electronics (1990)
- Music For Bondage Performance (1991、1996)
- Great American Nude/Crash For Hi-Fi (1991)
- Metalvelodrome - Exposition Of Electro-Vivisection (1993)
- Noisembryo - Psycho-Analytic Study Of Coital Noise Posture (1994)
- Music for the Dead Man 2: Return of the Dead Man (1994)
- Venereology (1994、2004)
- Pinkream (1995)
- Noizhead (1995)
- Rainbow Electronics 2 (1996)
- Pulse Demon (1996)
- Oersted (1996)
- Electric Salad (1996)
- Scumtron (1997)（ジム・オルーク、オウテカらによるリミックスアルバム）
- 1930 (1998)
- Merzzow (2002)
- Merzbird (2004)
- Merzbuta (2006)
- Grand Owl Habitat(2013)
- Tomarigi (2017[7])
- Tauromachine (Remastered)[8] (2023)

## 映像作品
- 失楽園　乗馬服女腹切り